# قمری ورو
قمری ورو (نام علمی: Leptotila verreauxi) نام یک گونه از تیره کبوتران است.